# Anicetus deltoideus
Anicetus deltoideus är en stekelart som beskrevs av Annecke 1967. Anicetus deltoideus ingår i släktet Anicetus och familjen sköldlussteklar. Inga underarter finns listade i Catalogue of Life.